# Maxis

初代標誌，使用於1987年至2011年。

第二代標誌，使用2012年至2022年。

Maxis（音譯：馬西斯）是一家電腦遊戲軟件公司，由威爾·萊特和Jeff Braun在1987年創辦。1997年被美商藝電收購，現在是美商藝電旗下的子公司。以制作“模拟”（Sim）系列游戏而著称。
2015年3月4日，EA宣布将关闭Maxis的原总部所在的Maxis Emeryville工作室。

## 歷史
- 1987年：公司創辦
- 1989年：出版模擬城市（Sim City）
- 1990年：出版模擬地球（Sim Earth）
- 1991年：出版模擬螞蟻（英语：SimAnt）（Sim Ant）
- 1992年：出版模擬生命（Sim Life）
- 1992年：出版模擬地球（SimEarth）
- 1993年：出版模擬農場（Sim Farm）
- 1993年：出版模擬城市2000（SimCity 2000）
- 1993年：出版模擬城市2000 特別版（SimCity 2000 Special Edition）
- 1994年：出版模擬健康（英语：SimHealth）（Sim Health）
- 1994年：出版模擬城市2000之城市復興（SimCity 2000 Urban Renewal Kit）
- 1995年：出版模擬島嶼（英语：SimIsle: Missions in the Rainforest）（Sim Isle）
- 1995年：出版模擬大樓（Sim Tower）
- 1995年：出版模擬城市2000 Windows版（SimCity 2000）
- 1995年：出版模拟系列典藏版 2（SimClassics:Maxis Collections 2）
- 1996年：出版模擬城市2000 收集版（SimCity 2000:CD Collection）
- 1996年：出版模擬經典三合一（SimClassics:3 in 1 Pack）
- 1996年：出版模拟小镇（英语：SimTown）（Sim Town）
- 1996年：出版模擬音調（英语：SimTunes）（Sim Tunes）
- 1996年：出版模擬高爾夫（Sim Golf）
- 1996年：出版模擬公園（英语：SimPark）（Sim Park）
- 1997年：出版Sim 三合一（My 3 Sims!）
- 1997年：出版模拟城市街道（Streets of SimCity）
- 1998年：出版模拟极限（Ultimate Sim）
- 1998年：出版模拟直升机（英语：SimCopter）（Sim Copter）
- 1998年：出版模拟旅行团（英语：SimSafari）（Sim Safari）
- 1999年：出版模拟城市3000（SimCity 3000）
- 1999年：出版模拟城市3000之探索无限（SimCity 3000 Unlimited）
- 1999年：出版模拟主题公园（英语：Theme Park World）（Sim ThemePark）
- 2000年：出版模拟人生（The Sims）
- 2003年：出版模拟城市4（SimCity 4）（台灣上市名稱為模擬城市：福爾摩沙（SimCity:Formosa）），同年9月出版模拟城市4：尖峰时刻资料片（SimCity 4：Rush Hour）
- 2004年：出版模拟人生2（The Sims 2）和 模拟人生：上流社会（英语：The Urbz: Sims in the City）（The Urbz，GBA平台）
- 2005年：出版模拟人生2第一套资料片夢幻大學城（University）和第二套资料片美麗夜未眠（NightLife），同年11月出版模拟人生2欢乐假期包的整合版（Holiday Party Pack）。
- 2006年：出版模拟人生2第三套资料片開店達人（Open for Business）
- 2006年：出版模拟人生2第一套物品包歡樂家庭（Family Fun Stuff）
- 2006年：出版模拟人生2第二套物品包時尚生活（Glamour Life Stuff）
- 2006年：出版模拟人生2第四套资料片模拟人生2：宠物（Pets）
- 2007年：出版模拟人生物语系列第一部人生大冒險（Life Stories）
- 2007年：出版模拟人生2第五套资料片（Seasons）
- 2008年：出版孢子 (Spore)
- 2009年：出版模擬市民3（2009年6月2日），同年11月推出第一個資料片《模擬市民3：世界歷險記》
- 2010年：出版孢子资料片幻想星球 (Galatic Adventures)
- 2010年：出版模擬市民3资料片《夢想起飛》及《夜店人生》，組合《頂級奢華》及《慾望街車》
- 2011年：出版黑暗孢子（英语：DarkSpore） (Dark Spore)
- 2011年：出版《模擬市民3》資料片《花樣年華》及《玩美寵物》，組合《休閒生活》及《摩登生活》
- 2012年：出版《模擬市民3》資料片《華麗舞台》、《異能新世紀》及《春夏秋冬》，組合《主臥室》、《凱蒂佩苪甜心包》及《迪赛生活》
- 2013年：出版《模擬市民3》資料片《大學生活》、《島嶼天堂》及最後一個資料片《前進未來》，最後一個組合《电影组合》
- 2013年：出版模拟城市 (Simcity)，於3月5日推出。同年11月12日推出第一個資料片《模擬城市：未來之城》(SimCity: Cities of Tomorrow)
- 2014年：出版模擬市民4 (The Sims 4)，於9月2日推出。
- 2015年：3月4日，EA宣布将关闭Maxis的原总部所在的Maxis Emeryville工作室。[2]而模拟系列将交给Maxis的其他工作室制作。